# Robert Ponger
Robert Ponger (1950, Wenen) is een Oostenrijkse songwriter en producent, voornamelijk bekend wegens zijn werk met de Weense zanger Falco.
Ponger produceerde Falco's eerste twee solo-albums, Einzelhaft (1982) en Junge Roemer (1984). De nummers op deze albums zijn geschreven door Ponger en Falco. Zo schreef Ponger onder andere mee aan Der Kommissar, wat een hit opleverde voor zowel Falco als de Britse rockband After the Fire, wiens gelijknamige Engelstalige versie een Billboard top-ten hit werd in 1983.
Na zijn werk met Falco, produceerde en schreef Ponger mee aan nummers en albums van Oostenrijkse zanger Udo Jürgens. Hij verenigde zich later weer met Falco om in 1990 het album Data de groove uit te brengen.
- Gemeinsame Normdatei: 134487001
- International Standard Name Identifier: 0000 0000 6321 2693
- Library of Congress Control Number: n91079130
- MusicBrainz: 349b47ea-507d-4613-a547-db60f47e9dfa
- Virtual International Authority File: 13951557
- WorldCat: E39PBJwdh4BMHV4cpC73y6y8G3